# Раймонди, Энрике
Энри́ке Раймо́нди (исп. Enrique Raymondi Contreras; род. 5 декабря 1937, Гуаякиль) — эквадорский футболист, выступавший на позиции нападающего.

## Биография
Энрике Раймонди начал карьеру в клубе «Патрия» из родного Гуаякиля в 1957 году. Через два года по рекомендации аргентинского нападающего Карлоса Раффо он перешёл в стан одного из сильнейших клубов страны — «Эмелека».
В 1961 году Раймонди впервые стал чемпионом Эквадора, благодаря чему «Эмелек» получил путёвку в розыгрыш Кубка Либертадорес 1962 года. Этот турнир стал крайне успешным для «маэстрито». Уже в первом матче против «Мильонариоса» он отметился забитым голом и помог гуаякильцам выиграть со счётом 4:2. Во втором домашнем матче против чилийского «Универсидад Католики» Раймонди забил пять голов, сделав решающий вклад в победу со счётом 7:2. Однако плохая игра эквадорской команды в гостевых матчах (поражения 0:3 от «Универсидада Католики» и 1:3 от «Мильонариоса» в последней игре) не позволили выйти в полуфинал — «Эмелек» отстал на одно очко от чилийцев. Позже Раймонди рассказал историю, связанную с матчем, в котором он оформил пента-трик:

Мы победили чилийскую команду со счётом 7:2, и в этой игре, на мой взгляд, я забил и шестой гол, но рефери [уругваец Пабло Виктор Вага] отменил его, и когда я попросил его объяснить своё решение, он сказал: «У вас итак уже пять голов, хватит жаловаться, сколь же ещё можно забивать этим бедным чилийцам?»— Энрике Раймонди, 
По итогам турнира Энрике Раймонди с шестью голами разделил звание лучшего бомбардира с двумя финалистами — Коутиньо из «Сантоса» (забил два гола в решающих матчах) и Альберто Спенсером из «Пеньяроля» (три гола в финале).
В том же году Раймонди ненадолго уезжал в Уругвай, где играл за «Насьональ», но вскоре вернулся в «Эмелек», где в 1965 году вновь стал чемпионом Эквадора. В 1966 году выступал за другой гуаякильский клуб — «Барселону», а затем, с 1967 по 1970 год — за «Эверест». С последней командой в 1969 году выиграл первый и, по состоянию на 2018 год, единственный в истории розыгрыш Суперкубка Эквадора. Последним сезоном на профессиональном уровне для «маэстрито» стал 1971 год, который он провёл в ЛДУ Портовьехо.
С 1963 по 1965 год Энрике Раймонди выступал за сборную Эквадора. Дебютировал в национальной команде 10 марта 1963 года в матче чемпионата Южной Америки против хозяев и будущих чемпионов сборной Боливии. В этой игре Эквадор уступал 0:2, затем забил четыре гола (два из которых были на счету Раймонди), но в итоге сыграл вничью 4:4. На этом турнире Раймонди сыграл в пяти из шести матчей и забил ещё однажды — в заключительной игре с Колумбией, завершившейся победой эквадорцев 4:3. 15 августа 1965 года «маэстрито» сыграл свой последний матч за сборную. Его команда в рамках отборочного турнира к чемпионату мира 1966 года дома сыграла вничью 2:2 с чилийцами, при этом Раймонди забил на 85 минуте гол, спасший «трёхцветных» от поражения. Всего за сборную он сыграл в восьми матчах и отметился шестью забитыми мячами.
После завершения карьеры футболиста на протяжении многих лет работал в клубной системе «Эмелека», тренируя молодёжные команды.

## Титулы и достижения
- Чемпион Эквадора (2): 1961, 1965
- Обладатель Суперкубка Эквадора (1): 1969
- Лучший бомбардир Кубка Либертадорес (1): 1962[7]